# Mycobacterium avium subspecies paratuberculosis
Il Mycobacterium avium subspecies paratuberculosis (MAP) è un batterio patogeno obbligato del genere Mycobacterium.  Viene spesso abbreviato come M. paratuberculosis or M. avium ssp. paratuberculosis.  È l'agente causativo della paratubercolosi, che infetta i ruminanti come i bovini, e potrebbe essere un agente causativo della malattia di Crohn umana. Il ceppo batterico è ATCC 19698 (equivalente a CIP 103963 o DSM 44133).

## Genoma
Il genoma del ceppo batterico K-10 del MAP è stato sequenziato nel 2005 e consiste di un singolo cromosoma di forma circolare di 4.829.781 coppie di base, e codifica 4.350 ORFs, 45 tRNAs, e un operone rRNA.

## Fisiopatologia
Il MAP causa la paratubercolosi nei bovini e in altri ruminanti, ed è da tempo sospettato di essere un agente causativo della malattia di Crohn negli umani; questo collegamento è considerato controverso.
Studi recenti hanno mostrato come il MAP presente nel latte potrebbe sopravvivere alla pastorizzazione, il che ha sollevato preoccupazioni per la salute umana vista la diffusione notevole del MAP nei moderni allevamenti. La sopravvivenza del MAP durante la pastorizzazione è dipendente dal valore D72C-dei ceppi presenti e la loro concentrazione nel latte..  Resiste al calore ed è capace di introdursi nei leucociti, il che può contribuire alla sua persistenza nel latte. Ci sono state anche segnalazioni della sua capacità di sopravvivere alla clorazione delle riserve d'acqua municipali.
Il MAP è un organismo che cresce lentamente ed è difficile da coltivare. Le culture batteriche erano considerate lo standard per la rilevazione del MAP. La rilevazione ha dei limiti per quanto riguarda le biopsie, il cibo e l'acqua.
Non è suscettibile alle droghe anti tubercolosi (che generalmente possono uccidere il Mycobacterium tubercolosis). Il MAP è suscettibile agli antibiotici utilizzati per le malattie da Mycobacterium avium, come la rifabutina e la claritromicina, ma la capacità di questi antibiotici di rimuovere il MAP in vivo non è stata stabilita con certezza.

### Ruolo nella patogenesi della malattia di Crohn
Il MAP è riconosciuto come un patogeno micobatterico multi-ospite con un'abilità specifica e provata di iniziare e mantenere infezione sistemica e infiammazione cronica dell'intestino in un raggio di tipi istopatologici in molte specie animali, inclusi i primati.
Il MAP è stato trovato in numeri maggiori nell'intestino di malati di Crohn rispetto a pazienti con rettocolite ulcerosa e controlli sani.
Sull'assunzione che il MAP possa essere un agente causativo nella malattia di Crohn, Giaconda, una compagnia biotecnologica australiana voleva commercializzare una combinazione di rifabutina, claritromicina e clofazimina per una terapia combinata, chiamata Myoconda, per la malattia di Crohn. A partire da aprile 2007, Giaconda aveva ricevuto il permesso della FDA statunitense per un trial clinico di fase 2/3.. Nel 2007 è stato condotto il più grande trial clinico su vasta scala per verificare l'efficacia della terapia antibiotica anti-MAP. Le conclusioni tratte dagli autori sono state negative: nonostante i risultati promettenti delle prime settimane, non c'è stato alcun beneficio sostenuto. Le conclusioni di questo studio sono state, comunque, molto discusse.